# 結構性失業
結構性失業（Structural unemployment）是指市場競爭的結果或者是生產技術改變而造成的失業，通常由於就業市場並不平衡，某些行業正擴張，另一些則衰退，造成部分工人失業。結構性失業通常較摩擦性失業持久，因為失業人員需要再接受職業教育或是遷移才能找到工作。
結構性失業的出現是因為經濟結構、體制、增長方式等的變動，改變了工作技能的要求，導致失業的發生。由於失業工人並不具有合適的技能，因此，若失業工人並沒有接受再培訓或進一步的職業教育，他們便不能再獲聘任，結構性失業問題因而會持續，影響長遠的經濟發展。
摩擦性失業和結構性失業被歸類為自然失業，經濟學家視這兩種失業為正常現象。勞動人口中，屬於該兩種失業的勞動人口數目佔勞動人口總數的百分比等於自然失業率。
自然失業率：失業率（%）=（摩擦性失業 + 結構性失業）÷勞動人口×100%